# Campylospermum dusenii
Campylospermum dusenii är en tvåhjärtbladig växtart som först beskrevs av Ernest Friedrich Gilg, och fick sitt nu gällande namn av Biss. och Sosef. Campylospermum dusenii ingår i släktet Campylospermum och familjen Ochnaceae. Inga underarter finns listade i Catalogue of Life.